# Črnivec
Črnivec – wieś w Słowenii, w gminie Radovljica. W 2018 roku liczyła 258 mieszkańców.